# 田中利光 (作曲家)
田中 利光（たなか としみつ、1930年7月17日 - 2020年7月30日）は、日本の作曲家。
国立音楽大学名誉教授。キエフ・チャイコフスキー音楽大学名誉教授。青森県出身。

## 経歴
1930年（昭和5年）、青森市に生まれる。1956年（昭和31年）に国立音楽大学作曲科、翌1957年（昭和32年）に国立音楽大学専攻科を卒業。
1963年（昭和38年）に『ピアノ四重奏のための「アダージョとアレグロ」』で第32回日本音楽コンクール作曲部門の第1位となる。1965年（昭和40年）、中西音楽賞奨励賞を受賞。1967年（昭和42年）、混声合唱「四季」で芸術祭文部大臣賞を受賞。1988年（昭和63年）に第10回舞台芸術創作奨励賞、1993年（平成5年）に青森県褒章、2001年（平成13年）に青森県文化賞を受賞。
オランダ音楽祭、ベルリン音楽祭、ウクライナ音楽祭など日本国外での演奏機会も多く、1900年創刊のベイカー音楽家人名事典では日本人の作曲家としては数少ない掲載者となっている。趣味は相撲。
2020年7月30日、肺癌のため、東京都内の病院にて死去。90歳没。

## 作品
- ヴァイオリンとピアノのためのソナタ（1957年）
- ピアノ四重奏のための「アダージョとアレグロ」（1963年）
- 歌曲『すンずめほォしンじょ』（1964年）
- 歌曲『子守唄』（1964年）
- 歌曲『はだかの島』（1964年）
- 器楽曲『マリンバのための二章』（1965年）
- 津軽の音素材による混声合唱『四季』（1966年）
- 合唱組曲『青猪の歌』（1970年）
- 青森県賛歌（1971年）
- 鎮魂曲『墓』（1972年）
- 独奏チェロのための八甲田山（1989年）